# Lista de prefeitos de Colombo
Esta é a lista de prefeitos e vice-prefeitos do município de Colombo, estado brasileiro do Paraná.
| Nº | Nome                             | Partido | Vice-prefeito                   | Início do mandato       | Fim do mandato          | Observações                                                                      |
| 1  | João Gualberto F. de Bittencourt | —       | —                               | 1892                    | 1894                    | Primeiro prefeito da cidade                                                      |
| 2  | José Marcelino da Rosa           | —       | —                               | 1894                    | 1894                    |                                                                                  |
| 3  | Ildefonso José de Camargo        | —       | —                               | 1894                    | 1896                    |                                                                                  |
| 4  | Theófilo Fabiano Cabral          | —       | —                               | 1896                    | 1900                    |                                                                                  |
| 5  | João Gualberto F. de Bittencourt | —       | —                               | 1900                    | 1904                    |                                                                                  |
| 6  | João Gualberto F. de Bittencourt | —       | —                               | 1904                    | 1908                    |                                                                                  |
| 7  | Joaquim Luiz Adão                | —       | —                               | 1908                    | 1909                    |                                                                                  |
| 8  | Francisco Busato                 | —       | —                               | 1909                    | 1913                    | Primeiro prefeito Imigrante Italiano                                             |
| 9  | José Leal Fontoura               | —       | —                               | 1913                    | 1916                    |                                                                                  |
| 10 | José Cavassin                    | —       | —                               | 1916                    | 1920                    |                                                                                  |
| 11 | Eduardo Ferreira Guimarães       | —       | —                               | 1920                    | 1924                    |                                                                                  |
| 12 | Francisco Busato                 | —       | —                               | 1924                    | 1924                    |                                                                                  |
| 13 | Augusto Isidoro Fontoura         | —       | —                               | 1924                    | 1926                    |                                                                                  |
| 14 | João Alves Cordeiro              | —       | —                               | 1926                    | 1928                    |                                                                                  |
| 15 | Carlos Fontoura Falavinha        | —       | —                               | 1928                    | 1930                    |                                                                                  |
| 16 | Pio Alberti                      | —       | —                               | 1930                    | 1932                    |                                                                                  |
| 17 | Orcínio José do Rosário          | —       | —                               | 1932                    | 1932                    |                                                                                  |
| 18 | Elpídio Parigot de Souza         | —       | —                               | 1932                    | 1932                    |                                                                                  |
| 19 | Mário Vieira da Silva            | —       | —                               | 1932                    | 1933                    |                                                                                  |
| 20 | Estácio dos Santos               | —       | —                               | 1933                    | 1934                    |                                                                                  |
| 21 | José Benjamin Costa Curta        | —       | —                               | 1934                    | 1935                    |                                                                                  |
| 22 | Manoel Costa Curta               | —       | —                               | 1935                    | 1938                    |                                                                                  |
| 23 | Agripino José Tosin              | —       | —                               | 1938                    | 1939                    |                                                                                  |
| 24 | Lázaro Nini de Campos            | —       | —                               | 1939                    | 1944                    |                                                                                  |
| 25 | Carlos Fontoura Falavinha        | —       | —                               | 1944                    | 1945                    |                                                                                  |
| 26 | Pedro Augusto da C. Monclaro     | —       | —                               | 1945                    | 1946                    |                                                                                  |
| 27 | Carlos Fontoura Falavinha        | —       | —                               | 1946                    | 1947                    |                                                                                  |
| 28 | Antonio Puppi                    | —       | —                               | 1947                    | 1947                    |                                                                                  |
| 29 | Carlos Fontoura Falavinha        | —       | —                               | 1947                    | 1951                    |                                                                                  |
| 30 | Vitório Manoel Franceschi        | —       | —                               | 1951                    | 1955                    |                                                                                  |
| 31 | Gabriel D'Anúncio Strapasson     | —       | —                               | 1955                    | 1959                    |                                                                                  |
| 32 | João Batista Stocco              | —       | —                               | 1959                    | 1963                    |                                                                                  |
| 33 | Manoel Costa Curta               | —       | —                               | 1963                    | 1969                    |                                                                                  |
| 34 | Pedro Guarise                    | —       | —                               | 1969                    | 1973                    |                                                                                  |
| 35 | Riolando Franzolino              | —       | —                               | 1973                    | 1977                    |                                                                                  |
| 36 | Djalma Johnsson                  | —       | —                               | 1977                    | 1983                    |                                                                                  |
| 37 | João Chemim                      | —       | —                               | 1983                    | 1985                    |                                                                                  |
| 38 | Lordes Geraldo                   | —       | —                               | 1986                    | 31 de dezembro de 1988  |                                                                                  |
| 39 | João Dalprá                      | PMDB    | —                               | 1º de janeiro de 1989   | 31 de dezembro de 1992  |                                                                                  |
| 40 | Edson Strapasson                 | PMDB    | Beti Pavin (PMDB)               | 1º de janeiro de 1993   | 31 de dezembro de 1996  | Prefeito eleito em sufrágio universal                                            |
| 41 | Beti Pavin                       | PPB     | —                               | 1º de janeiro de 1997   | 31 de dezembro de 2000  | Prefeita eleita em sufrágio universal                                            |
| 41 | Beti Pavin                       | PPB     | —                               | 1º de janeiro de 2001   | 31 de dezembro de 2004  | Prefeita reeleita em sufrágio universal                                          |
| 42 | J. Camargo                       | PPS     | Pedro Ademir Cavalli (PSDB)     | 1º de janeiro de 2005   | 31 de dezembro de 2008  | Prefeito e vice eleitos em sufrágio universal                                    |
| 42 | J. Camargo                       | PSC     | Rose Cavalli (PSDB)             | 1º de janeiro de 2009   | 31 de dezembro de 2012  | Prefeito reeleito e vice eleito em sufrágio universal                            |
| 43 | José Renato Strapasson           | PTB     | —                               | 3 de janeiro de 2013    | 18 de fevereiro de 2013 | Presidente da Câmara Municipal, tomou posse como prefeito interino em 03/01/2013 |
| 44 | Beti Pavin                       | PSDB    | Ademir Goulart (PMDB)           | 18 de fevereiro de 2013 | 31 de dezembro de 2016  | Prefeita e vice eleitos em sufrágio universal, empossada após autorização do TSE |
| 44 | Beti Pavin                       | PSDB    | Sérgio Pinheiro (PP)            | 1º de janeiro de 2017   | 31 de dezembro de 2020  | Prefeita reeleita e vice eleito em sufrágio universal                            |
| 45 | Helder Lazarotto                 | PSD     | Alcione Giareton (REPUBLICANOS) | 1º de janeiro de 2021   | 31 de dezembro de 2024  | Prefeito e vice-prefeito eleitos em sufrágio universal                           |
| 45 | Helder Lazarotto                 | PSD     | Paulo Coradin (PL)              | 1° de janeiro de 2025   | Até atualidade          | Prefeito reeleito e vice eleito em sufrágio universal                            |